# Балмышево (Владимирская область)
Балмышево — деревня в Камешковском районе Владимирской области России, входит в состав Вахромеевского муниципального образования.

## География
Деревня расположена на берегу речки Секша в 4 км на юг от центра поселения посёлка Имени Горького и в 10 км на север от райцентра Камешково.

## История
В XIX — первой четверти XX века деревня входила в состав Эдемской волости Ковровского уезда. В 1859 году в деревне числилось 35 дворов, в 1905 году — 41 дворов, в 1926 году — 52 дворов. В 1905 году при деревне числилась фабрика Ремезова с 4 дворами и 618 жителями.
С 1929 года деревня являлась центром Балмышевского сельсовета Ковровского района, с 1940 года — в составе Тынцовского сельсовета Камешковского района, с 1959 года — в составе Вахромеевского сельсовета, с 2005 года — в составе Вахромеевского муниципального образования.

## Население
| 1859 | 1905 | 1926 |
| ---- | ---- | ---- |
| 240  | 253  | 284  |

| 1859 | 1905 | 1926 | 2002 | 2010 | 2021 |
| ---- | ---- | ---- | ---- | ---- | ---- |
| 240  | ↗253 | ↗284 | ↘9   | ↗11  | ↗18  |